# Одинцов, Емельян Семёнович
Емельян Семёнович Одинцов (08.08.1913 — 12.02.1975) — советский организатор производства, директор Лысьвенского металлургического завода (ЛМЗ) (1957—1975).
Родился в с. Прохоровка Прохоровского уезда Курской губернии.
В 1930—1935 гг. ученик слесаря, слесарь на Горловской ЦЭС.
Окончил Сталинский (Донецкий) индустриальный институт (1940) и направлен на Молотовский (Пермский) завод им. В. И. Ленина, работал мастером, начальником цеха.
В 1954—1957 гг. директор Рождественской МТС.
В сентябре 1957 г. назначен директором ЛМЗ.
За годы его руководства выполнена комплексная программа механизации ручного и тяжёлого физического труда. Совершенствовались технология, механизация, автоматизация производства.
Проведена газификация завода, расширены его производственные площади.
Построен административный корпус. Проведена реконструкция мартеновских печей.
В 1959 г. на базе цеха автоматизации созданы цех механизации и автоматизации, Центральная лаборатория (ЦЛАМ), где стали проектировать уникальное высокопроизводительное и особо точное оборудование.
Освоен выпуск новых видов продукции: динамной стали, газовых и электрических плит, сепараторов молока, запчастей к автомобилям и тракторам.
Соцкультбыт: построены плавательный бассейн, клуб в п. Октябрьский, санаторий-профилакторий, заводская больница, детские сады, мемориальный комплекс с Вечным огнём и т. д.
Делегат XXIV съезда КПСС.
Награждён орденами «Знак Почёта» (1958), Ленина (1966), Октябрьской Революции (1971), тремя медалями.
Умер в Лысьве 12.02.1975.